# Cnidoscolus rzedowskii
Cnidoscolus rzedowskii là một loài thực vật có hoa trong họ Đại kích. Loài này được Fern.Casas & V.W.Steinm. mô tả khoa học đầu tiên năm 2008.